# 덴류시
덴류시(天竜市)는 일본 시즈오카현 서부에 위치하던 도시이다. 2005년 7월 1일 주변 11개 시정촌과 함께 하마마쓰시에 편입 합병되어 소멸하였다
2005년 7월 1일 지방자치법 제202조의 4에 따른 '텐류 지역자치구'가 설치되었다. 이 지역 자치구는 2012년 3월 31일부로 폐지되었다.
2007년 4월 1일 하마마쓰시가 정령지정도시로 승격해 덴류구의 일부가 되었다.

## 역사
- 1889년 4월 1일 - 정촌제 시행으로 후타마타정이 성립하였다. 동시에 도요타군에 소속되었다.
- 1896년 4월 1일 - 군제 시행으로  후타마타 정을 포함한 도요타 군의 대부분이 이와타 군에 편입되었다.
- 1956년 9월 30일 - 후타마타정, 가미아타고촌, 구마촌, 고묘촌, 시모아타고촌, 다쓰가와촌이 합병해 새로운 후타마타정이 되었다.
- 1958년 11월 3일 - 시로 승격해 동일 덴류시로 개칭되었다.
- 2005년 7월 1일 - 하마마쓰시에 편입되었다.
- 2007년 4월 1일 - 정령지정도시로 승격해 덴류구의 일부가 되었다.

## 행정
- 제1-6대 - 구마무라 쇼이치로 (熊村昌一郎) (1958년 11월 3일 - 1980년 11월 7일)
- 제7-9대 - 혼다 나오히코 (本多直彦) (1980년 11월 8일 - 1992년 11월 7일)
- 제10-13대 - 나카타니 요시사쿠 (中谷良作) (1992년 11월 8일 - 2005년 6월 30일)

## 교통

### 도로
- 국도 제152호선
- 국도 제362호선

### 철도
- 엔슈 철도
  - 철도선
- 덴류하마나코 철도
  - 덴류하마나코 선